# 長項貨物駅
長項貨物駅（チャンハンかもつえき）は、大韓民国忠清南道舒川郡長項邑にあった韓国鉄道公社の駅である。

## 利用可能な路線
- 韓国鉄道公社
  - 長項貨物線（貨物線）

## 駅周辺
長項邑は日本統治時代には穀物の日本本土への積出港として、また長項精錬所の企業城下町として栄えた。群山の人々は1980年代頃まで、ソウルに行くために長項線を使ったため、渡船や駅は非常ににぎわった。しかし精錬所は公害問題の末に1980年代末に閉鎖し金属加工工場だけが残り、1990年の錦江の河口堰の完成で長項港は機能が低下した。西海岸高速道路の完成で人の流れも変わり、町はすっかり寂れている。米穀倉庫などの古い建物や街並みが多く残っていることから、街並み観光や、古い建物のギャラリーやアトリエなどへの転用やアートイベントの開催など、歴史と個性のある観光地化による再活性化が模索されている。

## 歴史
- 1930年11月1日 - 長項駅として開業。当時は長項線の終着駅で、錦江対岸の群山駅へは渡し舟を使っていた。
- 2008年1月1日 - 長項駅を錦江を渡る新線上へ移設。当駅は長項貨物駅に改称。
- 2017年9月 - すべての輸送業務が終了[3]。舒川郡は駅舎と土地を買い取り観光文化空間への改修を開始する。
- 2019年5月1日 - 長項駅旧駅舎が観光文化空間として開業。改造後の駅舎には街並み探索カフェ、自転車レンタル営業所、ミュージアムなどが入った[3][2]。
- 2019年5月15日 - 貨物取扱停止[4]。
- 2021年1月12日 - 廃止[5]。

## 隣の駅
韓国鉄道公社
長項貨物線
長項駅 - 長項貨物駅